# Villa vénitienne
La villa vénitienne est un bâtiment situé 7 rue de Belgique à Vichy (Allier) construit en 1897 dans un style vénitien médiéval par l'architecte Henri Décoret pour le compte de l'antiquaire et marchand de tableaux parisien Jean-Baptiste Lambert. 
La façade sur rue, la toiture et la cage d'escalier avec son vestibule sont inscrits au titre des monuments historiques par arrêté du 10 septembre 1990. 